# Ƒ
La letra F con gancho (mayúscula Ƒ , minúscula : ƒ) es una letra de la escritura latina , basada en la forma cursiva de la f ; o en su forma regular con un gancho descendente añadido. Una letra de aspecto muy similar, ⟨ ʄ ⟩ (una j sin puntos con un gancho y un trazo horizontal), se usa en el Alfabeto Fonético Internacional para una implosiva palatal sonora.

## Formas

### Regular
Ƒ se usa al escribir el Idioma ewé en forma directa para representar el sonido [ɸ] (fricativa bilabial sorda), a diferencia de la letra F, que representa una [f] (efe normal).

### Cursiva
La minúscula cursiva ƒ , también llamada signo del florín , se utiliza como símbolo de varias monedas, incluido el antiguo florín holandés , el florín de Aruba y el florín antillano neerlandés. Se puede encontrar en cursiva en fuentes no cursivas.
La cursiva ƒ se ha utilizado para denotar funciones matemáticas, o para indicar apertura en fotografía (p. ej., ƒ/2,8) en lugar de la cursiva f más común (en fuentes serif) o la f oblicua (en fuentes sans-serif). [ cita requerida ] Se puede representar con U+1D453 𝑓 F MATEMÁTICA EN CURSIVA PEQUEÑA.

## Codificación digital
Las fuentes y codificaciones de caracteres más antiguas incluían solo la forma minúscula para su uso como abreviatura. Unicode incluye tanto la mayúscula como la minúscula. Debido a su origen, la cursiva ƒ (f con un gancho) se ve exactamente como la cursiva f (f) en algunos tipos de letra. Ƒ y ƒ ocupan los puntos de código U+0191 Ƒ LETRA F MAYÚSCULA LATINA CON GANCHO y U+0192 ƒ LETRA F MINÚSCULA LATINA CON GANCHO en Unicode respectivamente, y se pueden ingresar mediante métodos de entrada apropiados.
En una computadora que ejecuta Microsoft Windows y usa la codificación de caracteres Windows-1252 , la minúscula se puede ingresar usando alt+ o +. 159alt0131
El carácter se ha utilizado en Macintosh para significar carpeta , en particular como parte del nombre de una carpeta. Por ejemplo, el juego Bugdom , cuando se incluía en algunas instalaciones de Mac OS 9 , estaba contenido en una carpeta llamada "Bugdom ƒ". Este uso ha desaparecido con la llegada de Mac OS X. El taller del programador de Macintosh también usó el carácter para indicar dependencias de software , de las cuales se derivó el uso de la carpeta (la carpeta contenía los archivos necesarios para ejecutar el programa). El carácter se crea en Macintosh presionando +. ⌥ Optf
El carácter aparece con frecuencia en mojibake japonés. El byte principal 0x83 aparece antes de un carácter Katakana en Shift JIS, pero si se interpreta como codificación Windows-1252 , se convierte en el carácter ƒ.
| Carácter      | Ƒ                                | Ƒ                                | ƒ                              | ƒ                              |
| ------------- | -------------------------------- | -------------------------------- | ------------------------------ | ------------------------------ |
| Unicode       | LATIN CAPITAL LETTER F WITH HOOK | LATIN CAPITAL LETTER F WITH HOOK | LATIN SMALL LETTER F WITH HOOK | LATIN SMALL LETTER F WITH HOOK |
| Codificación  | decimal                          | hex                              | decimal                        | hex                            |
| Unicode       | 401                              | U+0191                           | 402                            | U+0192                         |
| UTF-8         | 198 145                          | C6 91                            | 198 146                        | C6 92                          |
| Ref. numérica | &#401;                           | &#x191;                          | &#402;                         | &#x192;                        |
| Ref. entidad  |                                  |                                  | &fnof;                         | &fnof;                         |